# لويز دوبراي
لويز دوبراي (بالإنجليزية: Louise Duprey)‏ هي ممثلة بريطانية، ولدت في 1957، وتوفيت في 1 فبراير 2000.

## وصلات خارجية
- لويز دوبراي على موقع IMDb (الإنجليزية)